# Vila Meã (Vila Nova de Cerveira)
Vila Meã é uma povoação portuguesa do Município de Vila Nova de Cerveira que foi sede da extinta Freguesia de Vila Meã, freguesia que tinha 3,49 km² de área e 346 habitantes (2011), e, por isso, uma densidade populacional de 99,1 hab./km².
A Freguesia de Vila Meã foi extinta (agregada) pela reorganização administrativa de 2013, tendo o seu território sido agregado ao da Freguesia de Campos para criar a Freguesia de Campos e Vila Meã.
A Freguesia de Vila Meã ficava a cerca de oito quilómetros a norte da sede do Município e era composta, além da sede, pelos lugares de Castanhal, Cruzeiro, Fonte, Igreja e Montorros.

## População
| Número de habitantes | Número de habitantes | Número de habitantes | Número de habitantes | Número de habitantes | Número de habitantes | Número de habitantes | Número de habitantes | Número de habitantes | Número de habitantes | Número de habitantes | Número de habitantes | Número de habitantes | Número de habitantes | Número de habitantes |
| -------------------- | -------------------- | -------------------- | -------------------- | -------------------- | -------------------- | -------------------- | -------------------- | -------------------- | -------------------- | -------------------- | -------------------- | -------------------- | -------------------- | -------------------- |
| 1864                 | 1878                 | 1890                 | 1900                 | 1911                 | 1920                 | 1930                 | 1940                 | 1950                 | 1960                 | 1970                 | 1981                 | 1991                 | 2001                 | 2011                 |
| 399                  | 404                  | 347                  | 314                  | 148                  | 221                  | 168                  | 172                  | 210                  | 194                  | 120                  | 204                  | 244                  | 269                  | 346                  |

(Obs.: Número de habitantes "residentes", ou seja, que tinham a residência oficial neste município à data em que os censos se realizaram.)

## Atracções turísticas
Dotada de parques naturais e belezas ribeirinhas, esta antiga freguesia era possuidora de uma pequena unidade hoteleira. Há possibilidade de prática de caça e pesca desportiva, um aeródromo e uma represa.

## História
Citada nas Inquirições de 1258, Sancti Pelagii de Villa Meyana (Vila Meã) pertenceu ao bispado de Tui, deve ter tido povoamento pré romano, visto ser anterior ao século XII, e pela existência de pelo menos um castro num dos seus montes.
Quanto a história da freguesia, no livro "Inventário Colectivo dos Arquivos Paroquiais vol. II Norte Arquivos Nacionais/Torre do Tombo" diz textualmente:
«A igreja de Vila Meã pertencia em 1258 ao bispo de Tui, como se documenta na lista das igrejas daqueles bispado, situadas no território de Entre Lima e Minho, elaborada por ocasião das Inquirições de D. Afonso III.»
No Censual de D. Diogo de Sousa (1514-1532) no qual se faz o apuramento da contribuição que os 140 benefícios, que tinham pertencido à Sé de Tui, agora incorporados na diocese de Braga, tinham de pagar à arquidiocese, Vila Meã vem mencionada no concelho de Vila Nova de Cerveira, pagando 57 réis e 2 pretos.
No entanto, em 1545, no Memorial feito pelo vigário da comarca de Valença, Rui Fagundes, no tempo do arcebispo D. Manuel de Sousa, São Paio de Vila Meã estava integrada naquela comarca, rendendo 15 mil réis.
O Censual de D. Frei Baltasar Limpo, na cópia de 1580, utilizada pelo Padre Avelino Jesus da Costa no seu livro "A Comarca Eclesiástica de Valença", enquadra São Paio de Vila Meã na Terra de Vila Nova de Cerveira, da colação do arcebispo. Nesse tempo encontrava-se anexa perpetuamente a uma conesia de Valença pertencente a João Rodrigues Novais, que tinha sido confirmada a Gonçalo Martins.
Em 1757, Vila Meã tinha vigário apresentado pelo cabido da Colegiada de Santo Estêvão de Valença. Tinha de renda 30 mil réis e o pé de altar. O arcebispo de Braga apresentava aqui, por concurso, o abade, e um benefício simples, rendendo ambos 50 mil réis.
Em 1864, Vila Meã estava unida a Campos, tendo só um pároco.
Tendo sido anexada ao concelho de Valença pelo decreto de 12 de Julho de 1895, que extinguiu o de Vila Nova de Cerveira, voltou a este (atual município) em 1898, por decreto de 13 de Janeiro desse ano.»